# Abrochia mellita
Abrochia mellita är en fjärilsart som beskrevs av William Schaus 1911. Abrochia mellita ingår i släktet Abrochia och familjen björnspinnare. Inga underarter finns listade i Catalogue of Life.